# نفرو الثالثة
نفرو الثالثة ، هي ملكة مصرية قديمة من الأسرة الثانية عشرة ، وكانت ابنة الملك أمنمحات الأول ، وشقيقة وزوجة الملك سنوسرت الأول وأم الملك أمنمحات الثاني.

## حياتها
نفرو الثالثة هي واحدة من أربعة أبناء معروفين للملك أمنمحات الأول، و قد تزوجت من شقيقها سنوسرت، وكانت زوجته الوحيدة بحسب ما هو معروف حتى الآن، وقد جاء ذكرها على أنها زوجته في قصة سانهت (الشائع تسميته خطأً سنوحي) ، كما يظهر اسمها على شظايا من هرم والدها في اللشت وفي مقام (مزار أو مصلى) لابنها في سرابيط الخادم بسيناء اذي بني كنصب تذكاري للملك سنوسرت الأول.

## مقبرتها
كان لها هرم في مجمع زوجها الهرمي، ولكن من الممكن أنها لم تدفن هناك، بل في دهشور، بالقرب من ابنها.

## ألقابها
- ابنة الملك.
- زوجة الملك.
- أم الملك.